# Hieronymiella pamiana
Hieronymiella pamiana är en amaryllisväxtart som först beskrevs av Otto Stapf, och fick sitt nu gällande namn av Armando Theodoro Hunziker. Hieronymiella pamiana ingår i släktet Hieronymiella och familjen amaryllisväxter. Inga underarter finns listade i Catalogue of Life.